# Lodovico Morosini
Lodovico Morosini (... – Modone, 1407) è stato un vescovo cattolico italiano.

## Biografia
Lodovico Morosini fu nominato vescovo di Capodistria il 16 ottobre 1364 da papa Urbano V. Fu consacrato dal vescovo di Cittanova Domenico Caffaro, co-consacranti un certo Luca, vescovo di Cardicio, e Giovanni Grandis, vescovo di Cittanova, in Istria .
Il 21 novembre 1390 fu nominato vescovo di Modone da papa Bonifacio IX, ruolo che ricoprì fino alla sua morte, avvenuta nel 1407. Il suo episcopato durò oltre quarant'anni.

## Genealogia episcopale
La genealogia episcopale è:
- Vescovo Domenico Caffaro
- Vescovo Lodovico Morosini